# Nāḩiyat al Qurayyā
Nāḩiyat al Qurayyā (arabiska: ناحية القريا) är ett subdistrikt i Syrien.   Det ligger i provinsen as-Suwayda', i den södra delen av landet, 110 km söder om huvudstaden Damaskus.
Omgivningarna runt Nāḩiyat al Qurayyā är i huvudsak ett öppet busklandskap. Runt Nāḩiyat al Qurayyā är det glesbefolkat, med 10 invånare per kvadratkilometer.